# Lencloître
Lencloître és un municipi francès situat al departament de la Viena i a la regió de la Nova Aquitània. L'any 2007 tenia 2.373 habitants.

## Demografia

### Població
El 2007 la població de fet de Lencloître era de 2.373 persones. Hi havia 995 famílies de les quals 316 eren unipersonals (108 homes vivint sols i 208 dones vivint soles), 350 parelles sense fills, 280 parelles amb fills i 49 famílies monoparentals amb fills.
La població ha evolucionat segons el següent gràfic:
Habitants censats

### Habitatges
El 2007 hi havia 1.190 habitatges, 1.021 eren l'habitatge principal de la família, 34 eren segones residències i 135 estaven desocupats. 1.050 eren cases i 90 eren apartaments. Dels 1.021 habitatges principals, 677 estaven ocupats pels seus propietaris, 315 estaven llogats i ocupats pels llogaters i 29 estaven cedits a títol gratuït; 21 tenien una cambra, 63 en tenien dues, 181 en tenien tres, 323 en tenien quatre i 433 en tenien cinc o més. 617 habitatges disposaven pel capbaix d'una plaça de pàrquing. A 504 habitatges hi havia un automòbil i a 346 n'hi havia dos o més.

### Piràmide de població
La piràmide de població per edats i sexe el 2009 era:
| Homes | Edats   | Dones |
| ----- | ------- | ----- |
| 4     | 95 o +  | 12    |
| 4     | 90 a 94 | 20    |
| 24    | 85 a 89 | 64    |
| 28    | 80 a 84 | 24    |
| 40    | 75 a 79 | 84    |
| 52    | 70 a 74 | 84    |
| 56    | 65 a 69 | 84    |
| 52    | 60 a 64 | 56    |
| 40    | 55 a 59 | 52    |
| 32    | 50 a 54 | 40    |
| 112   | 45 a 49 | 80    |
| 60    | 40 a 44 | 96    |
| 88    | 35 a 39 | 52    |
| 60    | 30 a 34 | 76    |
| 68    | 25 a 29 | 76    |
| 56    | 20 a 24 | 68    |
| 80    | 15 a 19 | 60    |
| 76    | 10 a 14 | 52    |
| 60    | 5 a 9   | 52    |
| 52    | 0 a 4   | 64    |

## Economia
El 2007 la població en edat de treballar era de 1.391 persones, 1.013 eren actives i 378 eren inactives. De les 1.013 persones actives 911 estaven ocupades (509 homes i 402 dones) i 102 estaven aturades (44 homes i 58 dones). De les 378 persones inactives 148 estaven jubilades, 103 estaven estudiant i 127 estaven classificades com a «altres inactius».

### Ingressos
El 2009 a Lencloître hi havia 1.078 unitats fiscals que integraven 2.399,5 persones, la mediana anual d'ingressos fiscals per persona era de 15.591 €.

### Activitats econòmiques
Dels 113 establiments que hi havia el 2007, 4 eren d'empreses alimentàries, 1 d'una empresa de fabricació de material elèctric, 5 d'empreses de fabricació d'altres productes industrials, 20 d'empreses de construcció, 25 d'empreses de comerç i reparació d'automòbils, 7 d'empreses de transport, 7 d'empreses d'hostatgeria i restauració, 2 d'empreses d'informació i comunicació, 5 d'empreses financeres, 5 d'empreses immobiliàries, 10 d'empreses de serveis, 13 d'entitats de l'administració pública i 9 d'empreses classificades com a «altres activitats de serveis».
Dels 35 establiments de servei als particulars que hi havia el 2009, 1 era una oficina d'administració d'Hisenda pública, 1 gendarmeria, 1 oficina de correu, 2 oficines bancàries, 1 taller de reparació d'automòbils i de material agrícola, 1 taller d'inspecció tècnica de vehicles, 4 paletes, 1 guixaire pintor, 4 fusteries, 5 lampisteries, 1 electricista, 1 empresa de construcció, 4 perruqueries, 1 veterinari, 4 restaurants, 2 agències immobiliàries i 1 saló de bellesa.
Dels 14 establiments comercials que hi havia el 2009, 1 era un supermercat, 1 una gran superfície de material de bricolatge, 4 fleques, 1 una carnisseria, 1 una llibreria, 1 una botiga de roba, 1 una botiga d'equipament de la llar, 1 una botiga d'electrodomèstics, 1 una botiga de material esportiu i 2 floristeries.
L'any 2000 a Lencloître hi havia 35 explotacions agrícoles que ocupaven un total de 1.672 hectàrees.

## Equipaments sanitaris i escolars
El 2009 hi havia 1 centre de salut, 2 farmàcies i 1 ambulància.
El 2009 hi havia 1 escola maternal i 1 escola elemental. Lencloître disposava d'un col·legi d'educació secundària amb 379 alumnes.

## Poblacions més properes
El següent diagrama mostra les poblacions més properes.